# نويل كوين
نويل كوين (بالإنجليزية: Noelle Quinn)‏ مواليد 3 يناير 1985 في لوس أنجلوس، هي لاعبة كرة سلة أمريكية. بدأت مسيرتها الاحترافية في سنة 2007. تم اختيارها من قبل فريق مينيسوتا لينكس خلال الدرافت. تلعب مع فريق سياتل ستورم في دوري الاتحاد الوطني لكرة السلة النسائية كلاعب هجوم خلفي. وتحمل الرقم 45.

## المسيرة الاحترافية
لعبت مع مينيسوتا لينكس في موسم 2007–2008، ثم لعبت مع لوس أنجلوس سباركس من سنة 2009 إلى 2011، ثم لعبت مع واشنطن ميستيكس في سنة 2012، ثم لعبت مع سياتل ستورم في موسم 2013–2014، ثم لعبت مع فينيكس ميركوري في موسم 2015–2016، ثم لعبت مع سياتل ستورم في سنة 2016.

## روابط خارجية
- نويل كوين على موقع الاتحاد الدولي لكرة السلة (الإنجليزية)
- نويل كوين على موقع الاتحاد الوطني لكرة السلة النسائية (الإنجليزية)
- نويل كوين على موقع كرة السلة الأوروبية.كوم (الإنجليزية)
- نويل كوين على موقع كلية كرة السلة في سبورتس رفرنس.كوم (الإنجليزية)
- نويل كوين على موقع بروبوليرز (الإنجليزية)
- نويل كوين على موقع سبورتس رفرنس (الإنجليزية)
- نويل كوين على موقع سبورتس رفرنس (الإنجليزية)